# Fast Healthcare Interoperability Resources
Fast Healthcare Interoperability Resources （FHIR 、「fire」と発音）は、データフォーマットおよび要素（「リソース」と呼ばれる）を記述する規格と、電子健康記録（EHR）をやり取りするためのアプリケーションプログラミングインタフェース（API）。この規格は Health Level Seven International （HL7）の医療規格化組織によって作成された。
FHIRは、HL7 バージョン 2.x や HL7 バージョン 3.x など、HL7 からの従来のデータフォーマット規格に基づいている。HTTP ベースの RESTful プロトコル、HTML と CSS（ユーザーインターフェイス統合）、JSON と XML、RDF（データ表現）、Atom（結果）といった最新の Web ベースの API 技術群を使用しており、実装は簡単である。
従来の医療システム間の相互運用を促進すること、医療従事者や個人が PC・タブレット・携帯電話などさまざまなデバイスで医療情報へ容易にアクセスできるようにすること、サードパーティのアプリケーション開発者が既存のシステムに統合しやすい医療アプリケーションを提供できるようにすること、等が目的として挙げられる。
FHIRは、文書中心のアプローチに代わる選択肢として、個別のデータ要素をサービスとして直接公開する。
たとえば、患者、入院、診断レポート、投薬などの医療の基本要素は、それぞれ独自のリソース URL を介して取得および操作できる。
FHIR は、そのオープンで拡張可能な性質を評価する多くの EHR ベンダーによって、米国医療情報協会の会議で支持された。

## 標準化
FHIR の 最初のドラフトは、当時 Resources For Healthcare（RFH）として知られ、2011年8月に Grahame Grieve のブログで公開された。
2014年2月、 Health Level Seven International は、FHIRを「試用のためのドラフト規格」（Draft Standard for Trial Use）の リリース1、バージョン DSTU 1（v0.0.82）として公開した。 
2014年12月、幅広い関係者がコミットした Argonaut プロジェクトは、加速資金と政治的意志を提供し、2015年5月までに FHIR 実装ガイドとプロファイルを公開することを目指した。
そうなれば、医療記録システムは、複雑な clinical document architecture（CDA）文書をやりとりする現在の慣行を脱却し、より単純で、よりモジュール化され、相互運用可能な FHIR の JSON オブジェクトをやりとりすることが可能になる。
最初の目標は、meaningful use 要件に関わる 2 つの FHIR プロファイルの指定と、認証に OAuth 2.0を使用するための実装ガイドであり、2015年5月の HL7 FHIR ドラフト規格の試用版改訂投票に間に合った。
HL7 の CEO は、2016年8月、すでに価値のある機能を提供しており、すぐに使用でき、採用されてきていると主張した。
FHIR リリース3は、2017年3月、最初のSTU（Standards for Trial Use）としてリリースされた。これには、さまざまな臨床ワークフロー、 Resource Description Framework 形式、その他さまざまな更新が含まれていた 。
FHIRリリース 4.0.1 は2019年10月30日に公開された。

## アーキテクチャ
FHIRは、リソース（患者、観察など）ごとに編成されており、FHIR プロファイルを定義することで詳細に指定できる。
一連のプロファイルは、US Core Data for Interoperability（USCDI）のように、実装ガイド（IG）として公開できる。

## 実装
CommonWell Health Alliance や SMART （Substitutable Medical Applications、Reusable Technologies）を含め、医療情報学分野の著名なプレーヤーの多くが FHIR に関心を示し、試用している。
2014年、米国の医療 IT ポリシー委員会と医療 IT 規格委員会は、より公開された（オープンな）API の推奨を承認した。
「堅牢な健康データインフラストラクチャ」に関する JASON タスクフォースのレポートは、FHIR は現行で最も優れた API アプローチの候補であり、そのような API は米国の「経済的及び臨床的健全性のための医療情報技術に関する法律」の「意味ある使用」基準のステージ3の一部である必要があるとした 。
FHIR データ構造、サーバー、クライアント、およびツールのオープンソース実装には、さまざまな言語での HL7、FHIR 上の SMART、および Java での HAPI-FHIR からのリファレンス実装が含まれる。
2016年7月のFHIRアプリケーション円卓会議では、さまざまなアプリケーションのデモが行われた。
Sync for Science（S4S）プロファイルは、FHIRに基づいて構築されており、医学研究が患者レベルの電子健康記録データを要求する（そして患者によって承認された場合は受信する）のに役立つ。
ヘルスケアサービスプラットフォームコンソーシアム（現在はLogicaと呼ばれている）とのコラボレーション契約が 2017 年に発表された。
FHIRを使用して既存の電子健康記録システムにリンクする医療アプリケーションを開発した経験から、このアプローチの利点と課題のいくつかが明らかになり、臨床医に使用させることができた。
2018年1月、Appleは、プロバイダが利用可能にすることを選択した場合、iPhone の Health アプリでユーザーの FHIR 準拠の医療記録を表示できるようになると発表した。
Johns Hopkins Medicine、Cedars-Sinai、Penn Medicine、NYU-Langone Medical Center、Dignity Health、およびその他の大規模な病院システムが立ち上げに参加した。
2020年、米国メディケア＆メディケイドサービスセンター（CMS）は、「相互運用性と患者アクセスの最終規則」を発表し、メディケアアドバンテージ、組織、州のメディケイドプログラム、適格な健康保険など、CMSが規制するさまざまな支払者による FHIR の使用を義務付けた。
2020年にブラジル保健省が開始した National Health Data Network は、世界最大の国民健康相互運用プラットフォームの 1 つであり、すべての情報のやりとりで HL7 FHIRr4 を規格として使用する。

### FHIRサーバー
多数のFHIR機能を実装するソフトウェアパッケージは、FHIR サーバーとして参照できる。

## 規則
2020年に、米国メディケア＆メディケイドサービスセンター（CMS）は、「相互運用性と患者アクセスの最終規則」を発表し、CMS が規制するさまざまな支払者（メディケアアドバンテージ、組織、州のメディケイドプログラム、適格な健康保険など）に対し、2021 年までの FHIR の使用を義務付けた。

## 健康情報学への影響
FHIR は HL7 および HTTPS（HTTP Secure）プロトコルの上に実装されているため、リアルタイムのデータ収集のためにワイヤーデータ分析プラットフォームでメッセージを解析できる。この概念では、医療機関は、FHIR メッセージがネットワークを通過するときに、指定されたセグメントからリアルタイムデータを収集できる。
そのデータはデータストアにストリーミングでき、そこで他の情報データと関連付けることができる。
流行の追跡、処方薬の詐欺、薬物相互作用の有害な警告、緊急治療室の待機時間への応用も可能である。